# Investitionsruine

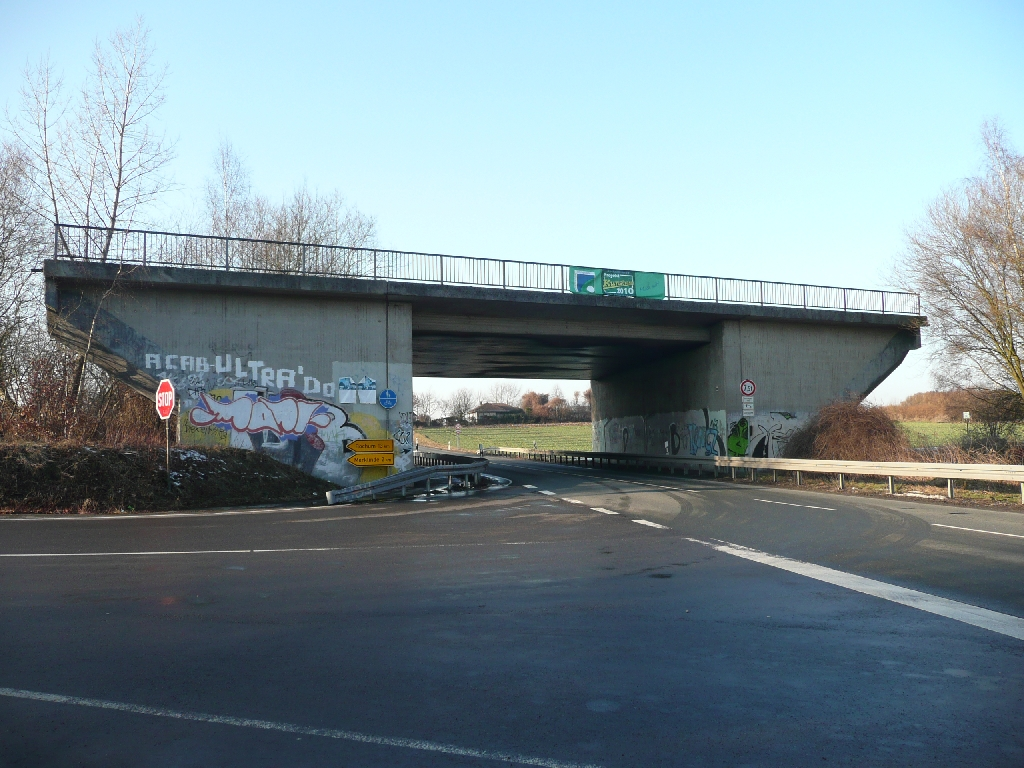
Die So-da-Brücke
von Castrop-Rauxel

Als Investitionsruine bezeichnet man ein Bauwerk, das nach Fertigstellung oder vorzeitigem Abbruch des Bauprojektes entweder niemals seinem ursprünglich geplanten Zweck diente, seine ursprünglich vorgesehene Nutzungsdauer nicht erreichte, oder nicht den erwarteten Ertrag oder Nutzen brachte. Sie stellen deshalb wirtschaftlich eine Fehlinvestition dar.
In Anlehnung an englisch white elephant begegnet man auch der Bezeichnung Weißer Elefant. Speziell bei nicht fertiggestellten Bauwerken spricht man auch von Bauruinen.

## Beschreibung
Die Bezeichnung gibt anschaulich den Sachverhalt wieder, dass Investitionen in den Bau einer Ruine geflossen sind. Die Ursachen für ein derartiges Scheitern eines Projektes können eine mangelhafte Ausstattung mit Kapital oder wirtschaftliche, politische und auch militärische Umstände sein. Auch technische Gründe können vorkommen, wenn beispielsweise eine neue Technologie noch nicht ausgereift ist und sich beim Bau einer diese nutzenden Anlage herausstellt (Beispiel: Kernkraftwerk THTR-300), dass sie nicht wie vorgesehen funktioniert. Auch der technische Fortschritt kann Investitionen entwerten, siehe auch Schöpferische Zerstörung.
Im Lauf der Geschichte gab es zahlreiche Investitionsruinen, so wurde die barocke Festung Mont Royal an der Mosel nie fertiggestellt und nach Beendigung der Bauarbeiten umgehend geschleift. Prominent sind Investitionsruinen der letzten beiden Jahrhunderte im Bereich des Verkehrswesens, beispielsweise die Soda-Brücken.
Vielfach anzutreffen sind Investitionsruinen im Bereich des öffentlichen Personennahverkehrs. Unter anderem in Berlin gibt es mehrere U- und S-Bahnhöfe bzw. Fragmente von solchen, die als so genannte Geisterbahnhöfe nie an das Schienennetz angeschlossen wurden. Bei einigen Bauvorleistungen war von vornherein unwahrscheinlich, dass diese je genutzt würden, jedoch waren die Grenzkosten der Bauvorleistung im Verhältnis zu jenen einer späteren Ergänzung entsprechender Anlagen derart niedrig, dass der Erwartungswert trotz allem ökonomisch sinnvoll war. (z. B.: geschätzt 10 % Wahrscheinlichkeit, dass die Bauvorleistung genutzt wird, steht Kostenunterschied von Faktor 20 gegenüber – die Bauvorleistung ist also statistisch gesehen 2 mal billiger als der Ohnefall).
Dass eine nutzlose Investitionsruine, deren Fertigstellung nicht mehr zu erwarten ist, über einen längeren Zeitraum erhalten bleibt, kann verschiedene Gründe haben. Häufig fehlen die finanziellen Mittel zu ihrer Beseitigung oder der hierfür Verantwortliche ist juristisch nicht zu ermitteln. Manchmal ist die Beseitigung aber auch technisch nicht möglich (z. B. bei massiven Betonkonstruktionen in der Nähe anderer Gebäude, die eine Sprengung unmöglich machen).
In seltenen Fällen ist es vorgekommen, dass Investitionsruinen noch nach Jahrzehnten fertiggestellt wurden: Ein Beispiel ist die Autobahnbrücke bei Pirk, deren Bau 1938 begonnen, aber 1940 kriegsbedingt eingestellt wurde. Nach dem Krieg war aufgrund der deutschen Teilung an einen Weiterbau nicht zu denken, so dass die Brücke erst ab 1990 fertiggestellt wurde, wobei man sogar das seit Jahrzehnten in der Nähe gelagerte Baumaterial verwendete. Auch im Bereich von Kernkraftwerken ist es vorgekommen, dass jahrzehntelang unterbrochene Bauarbeiten doch noch abgeschlossen wurden – so bei Atucha II, Mochovce 3, Angra 2 oder Cernavodă 2. Fast immer waren politische Umbrüche für den zwischenzeitlichen Stillstand der Bauarbeiten verantwortlich.
Insbesondere im Hoch- und Spätmittelalter wurden häufig bedeutende Kirchenbauwerke begonnen und gar nicht oder erst nach Jahrhunderten fertig gestellt. Berühmte Beispiele in Deutschland sind der Kölner Dom (Baubeginn 1240; Vollendung 1880) oder das Ulmer Münster (Baubeginn 1377; Vollendung 1890).
Manche Investitionsruinen gelten mittlerweile auch als historisch bedeutsam und stehen deshalb unter Denkmalschutz, z. B. Teile des Strategischen Bahndamms.

## Beispiele
- Kanäle

Der Masurische Kanal (russisch Канал Мазурский, Kanal Masurski, polnisch Kanał Mazurski) ist eine 50,4 Kilometer lange, nicht fertiggestellte künstliche Wasserstraße, die im historischen Ostpreußen eine schiffbare Verbindung zwischen der Masurischen Seenplatte und der Ostsee bei Königsberg (russ. Калининград, Kaliningrad) herstellen sollte. Kriegsbedingt wurde er nicht vollendet.
- Eisenbahnen

Der Strategische Bahndamm ist eine niemals fertiggestellte Eisenbahnstrecke zwischen dem Ruhrgebiet und der Südwestgrenze Deutschlands.
- Straßen

Strecke 46 bezeichnet ein knapp 70 km langes unvollendetes Autobahnteilstück, das zwischen Fulda und Würzburg verläuft. Der Bau dieser geplanten Reichsautobahn wurde 1937 begonnen und 1939 eingestellt. Bedingt durch die deutsche Teilung wurde die heutige A 7  später weiter westlich parallel zur alten Trasse gebaut. Auch die Reichsautobahn Wien–Breslau (Strecke 88) wurde niemals fertiggestellt.
- Hochhäuser und Türme

Der 597 Meter hohe und unvollendete Wolkenkratzer Goldin Finance 117 im chinesischen Tianjin gilt als die höchste Bauruine der Welt. Zuvor trug auch der unvollendete Fernsehturm Jekaterinburg diesen Titel. Auch beim Ryugyŏng-Hotel in Nordkorea, einer der höchsten Investitionsruinen der Welt, ist eine Fertigstellung und Nutzung weiterhin nicht absehbar.
- Industriegebäude

Als bekannteste Investitionsruine Österreichs gilt das Kernkraftwerk Zwentendorf, das, obwohl fertiggestellt, wegen einer negativen Volksabstimmung nie in Betrieb ging. Ähnlich erging es dem deutschen Kernkraftwerk Kalkar, das wegen sicherheitstechnischer und politischer Bedenken nie ans Netz ging und als Wunderland Kalkar eine Verwendung als Freizeitpark fand.
- Sonstige Bauwerke

Der McCaig’s Tower oberhalb der schottischen Stadt Oban ist der nicht fertiggestellte Nachbau des Kolosseums in Rom. Der ortsansässige Bankier John Stuart McCaig ließ das Monument 1897 bauen, um die einheimischen Arbeiter während der arbeitsarmen Wintermonate zu beschäftigen und seiner Familie ein Denkmal zu setzen. Weder der geplante Turm im Inneren des Bauwerks noch die Statuen der Familie McCaig wurden jemals fertiggestellt, da alle Mitglieder der Familie bis 1904 starben oder verarmten.

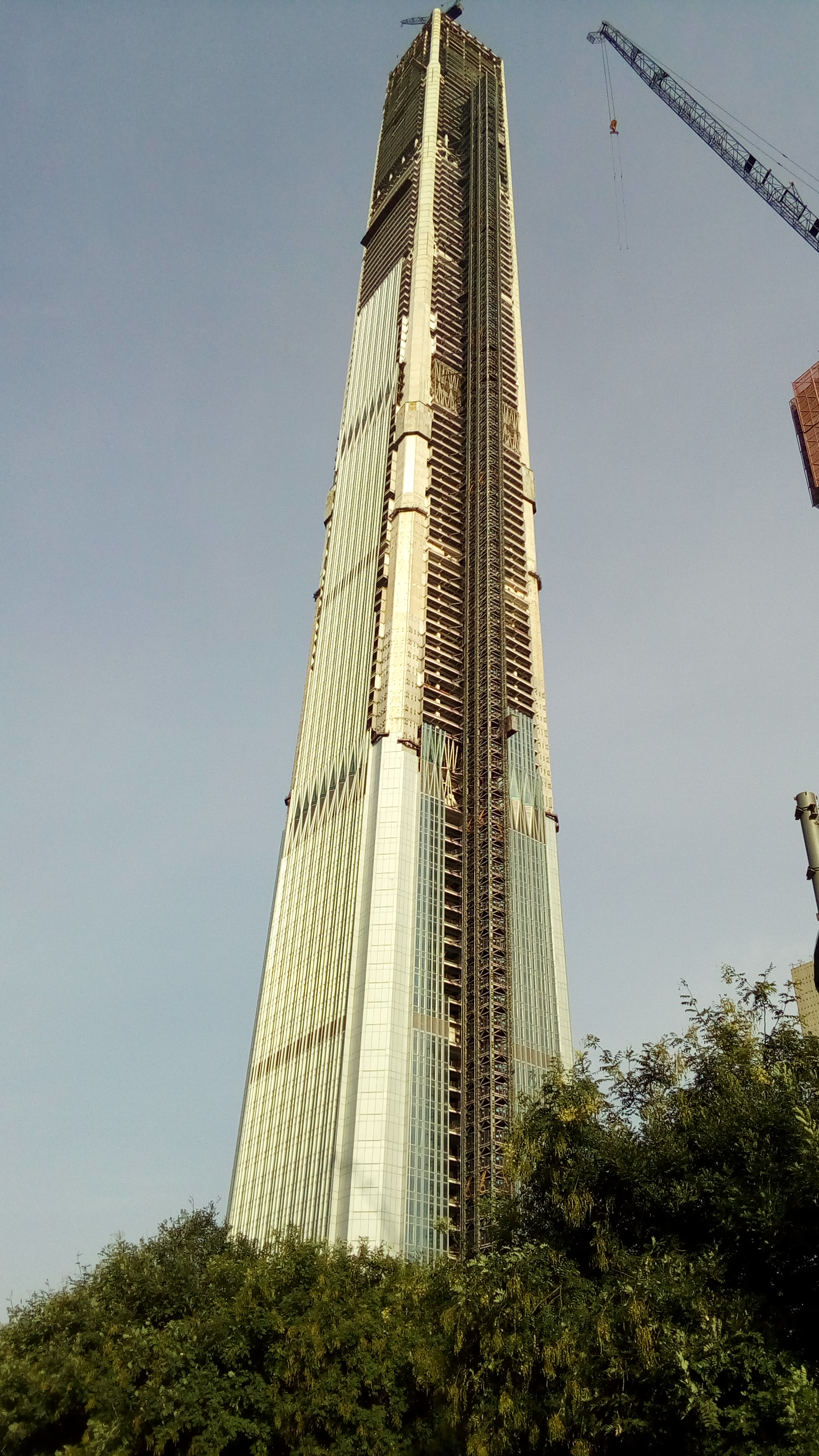
Der 597 Meter hohe und unvollendete Wolkenkratzer Goldin Finance 117 im chinesischen Tianjin
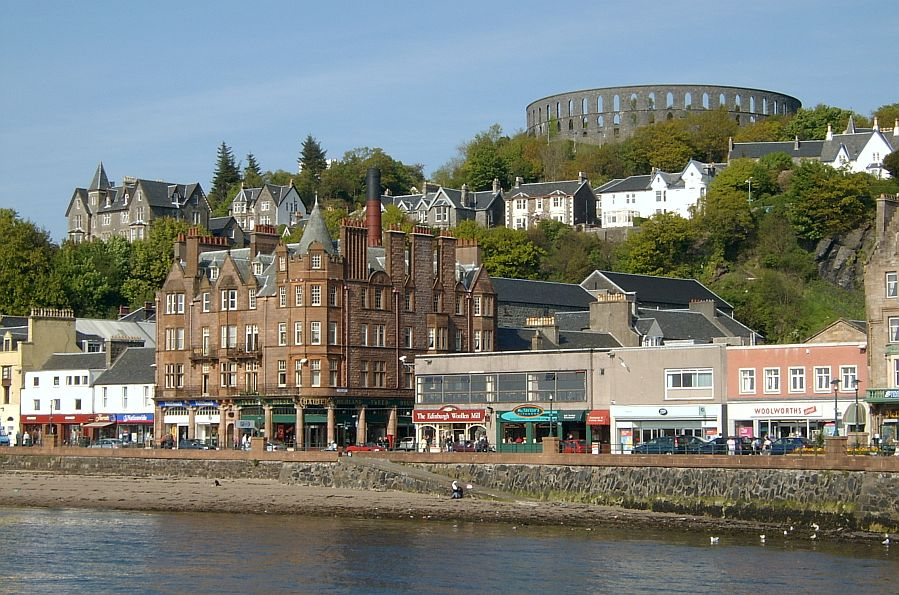
Der McCaig’s Tower oberhalb der schottischen Stadt Oban
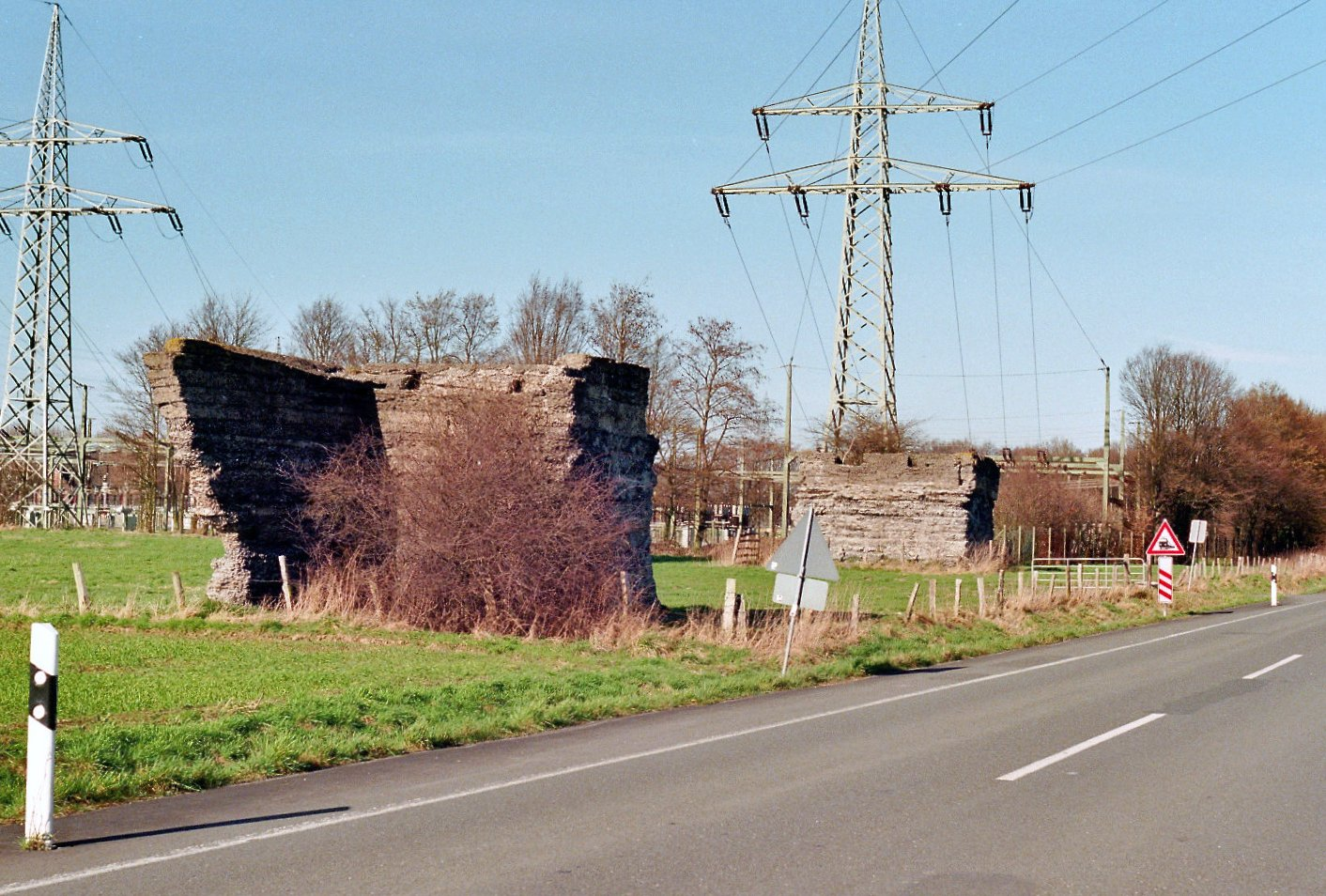
Die beiden Widerlager einer etwa 80 Jahre alten Soda-Brücke über die nicht ausgeführte Verlängerung des Datteln-Hamm-Kanals in Richtung Lippstadt
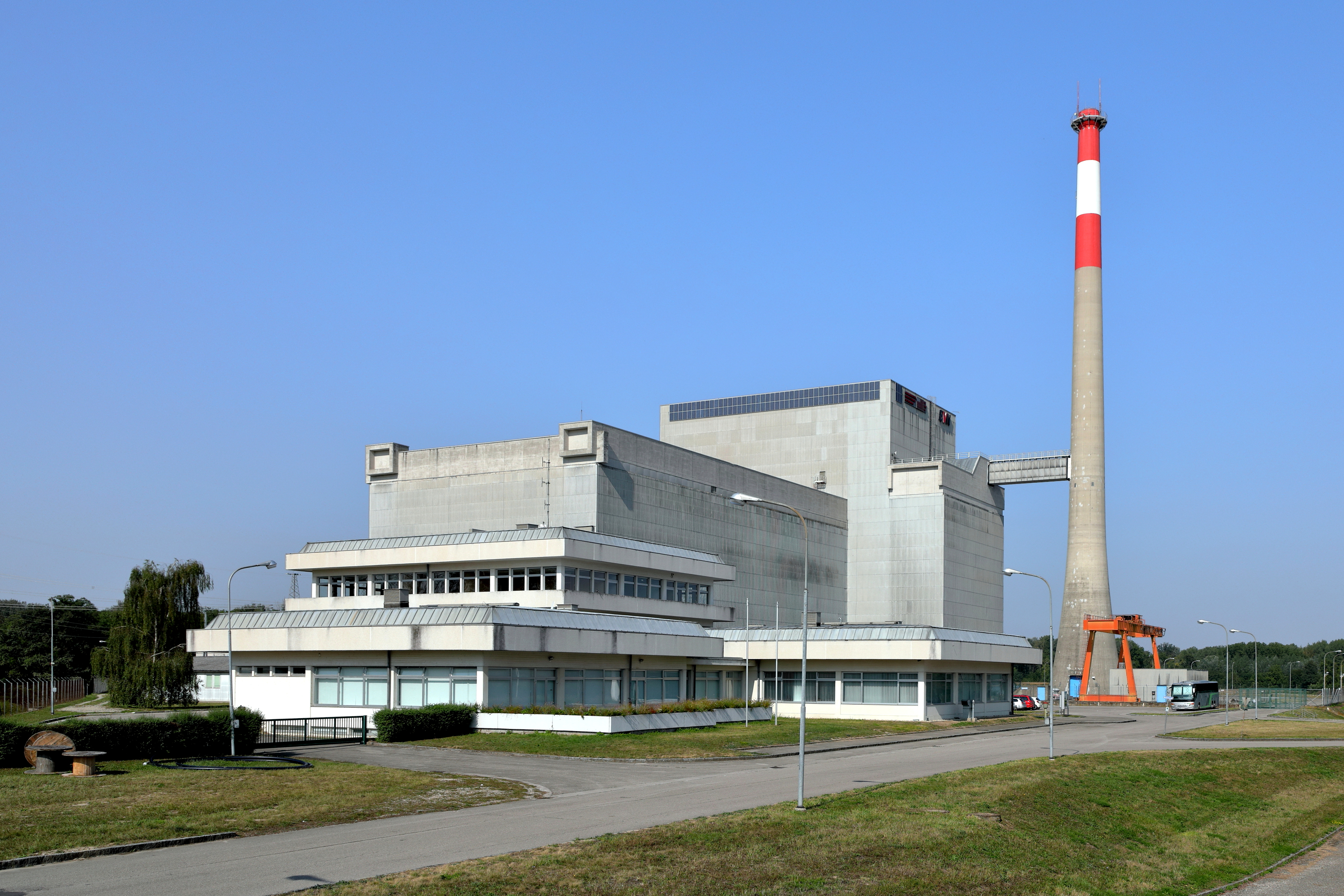
Das zwar fertiggestellte, aber nie in Betrieb gegangene Kernkraftwerk Zwentendorf in Österreich
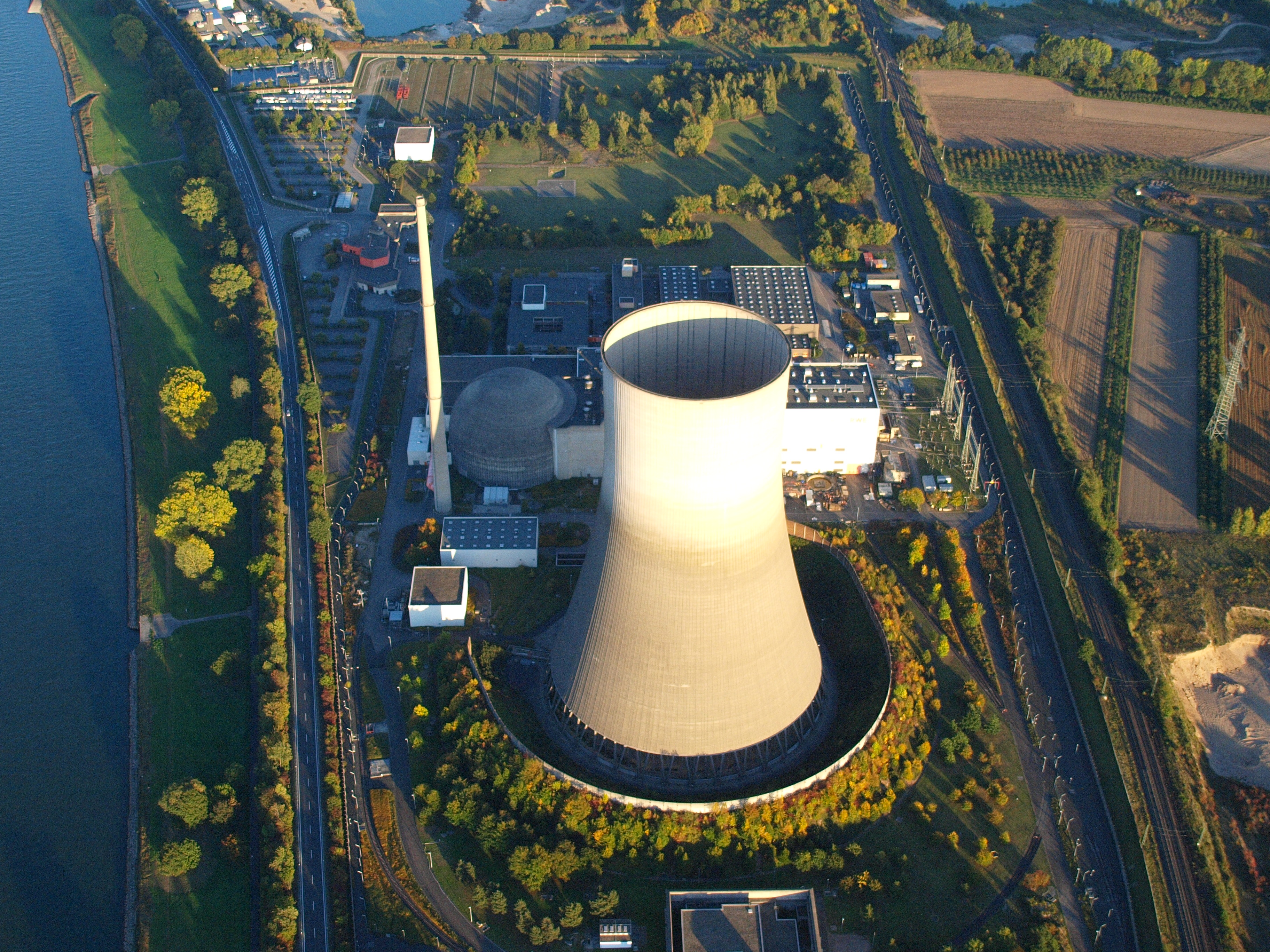
Kernkraftwerk Mülheim-Kärlich
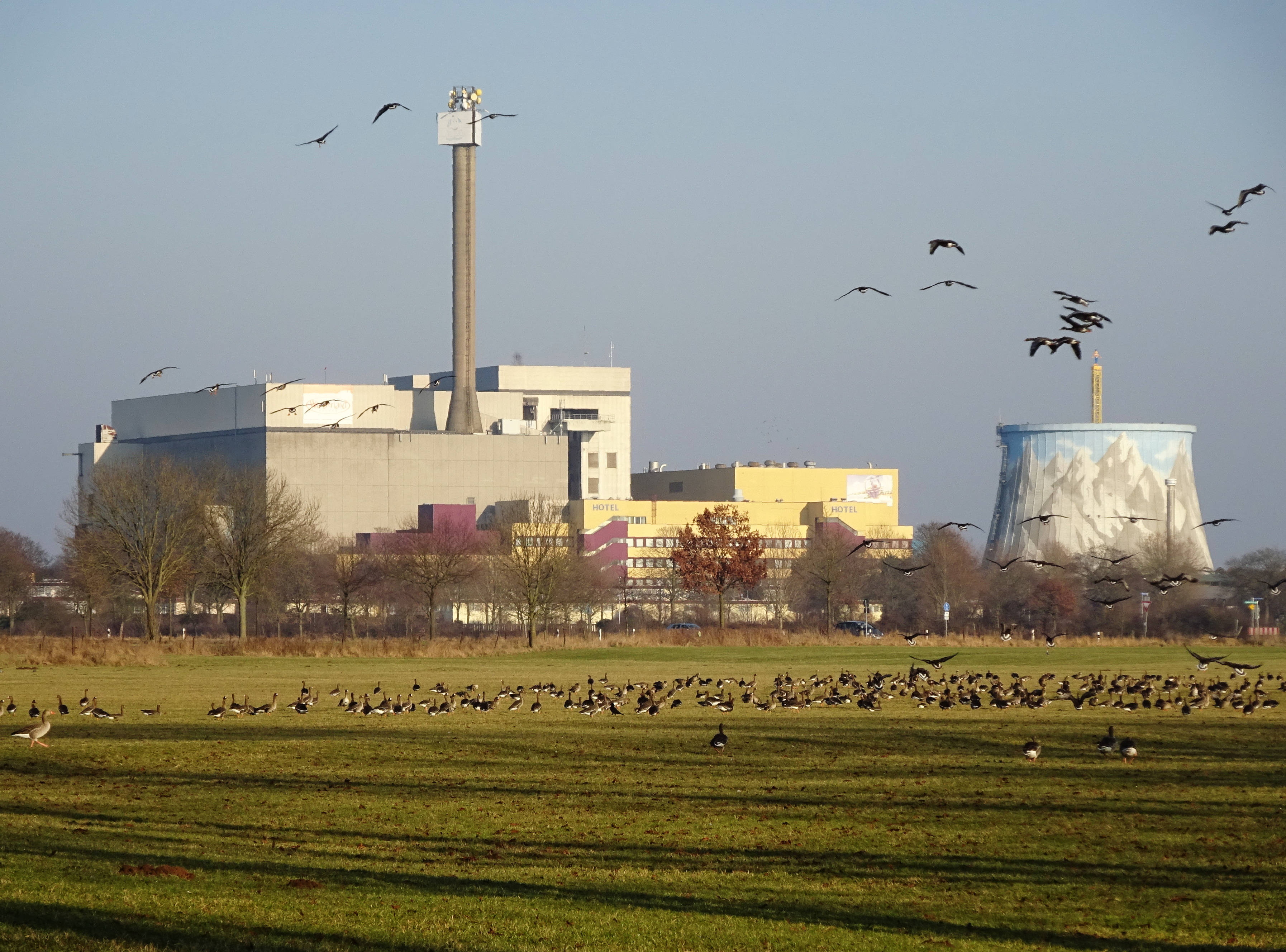
Wunderland Kalkar, ehemaliges Kernkraftwerk Kalkar
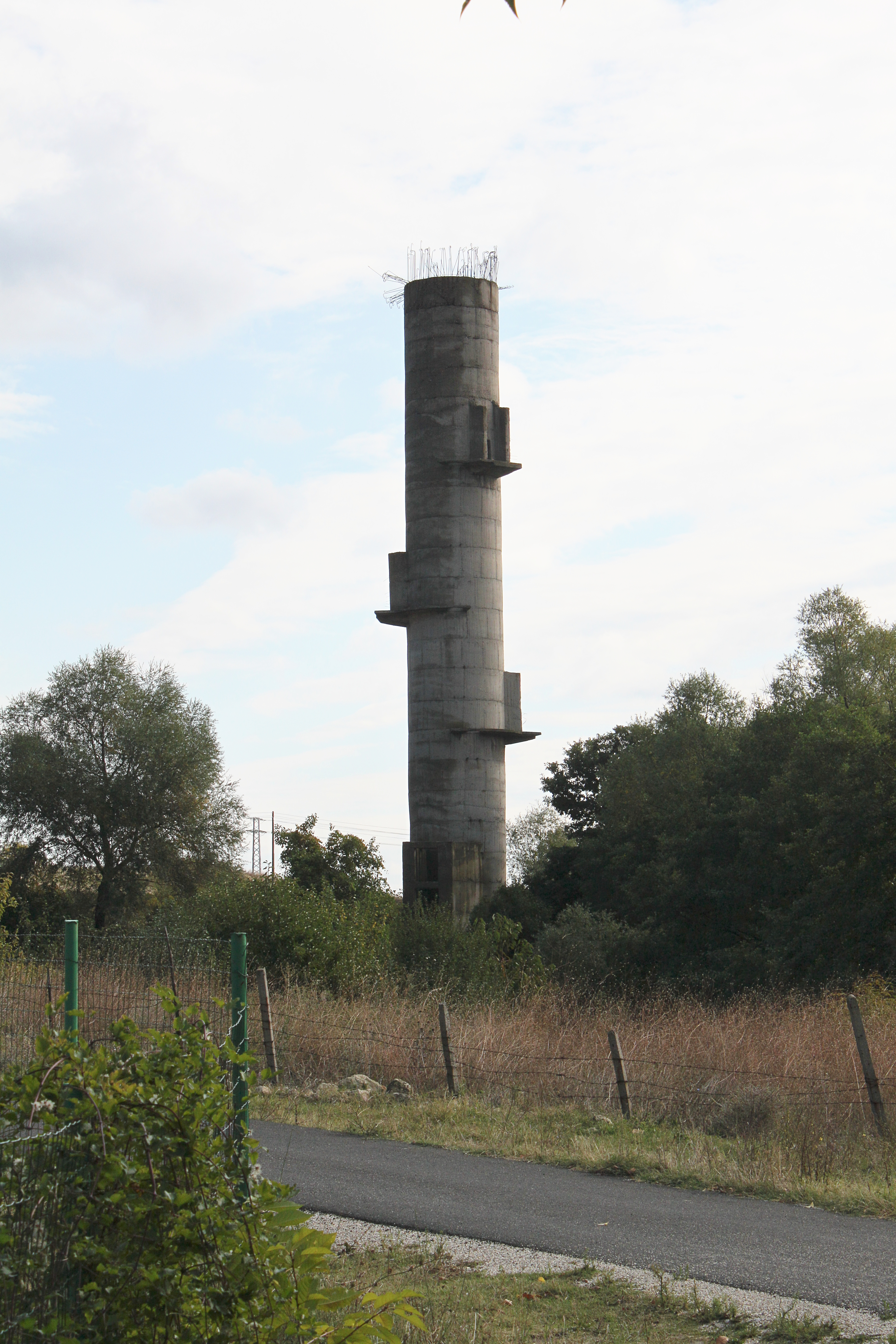
Wasserentnahmeturm in Bulgarien (wegen archäologischer Funde wurde der dazugehörige geplante Staudamm nicht gebaut)
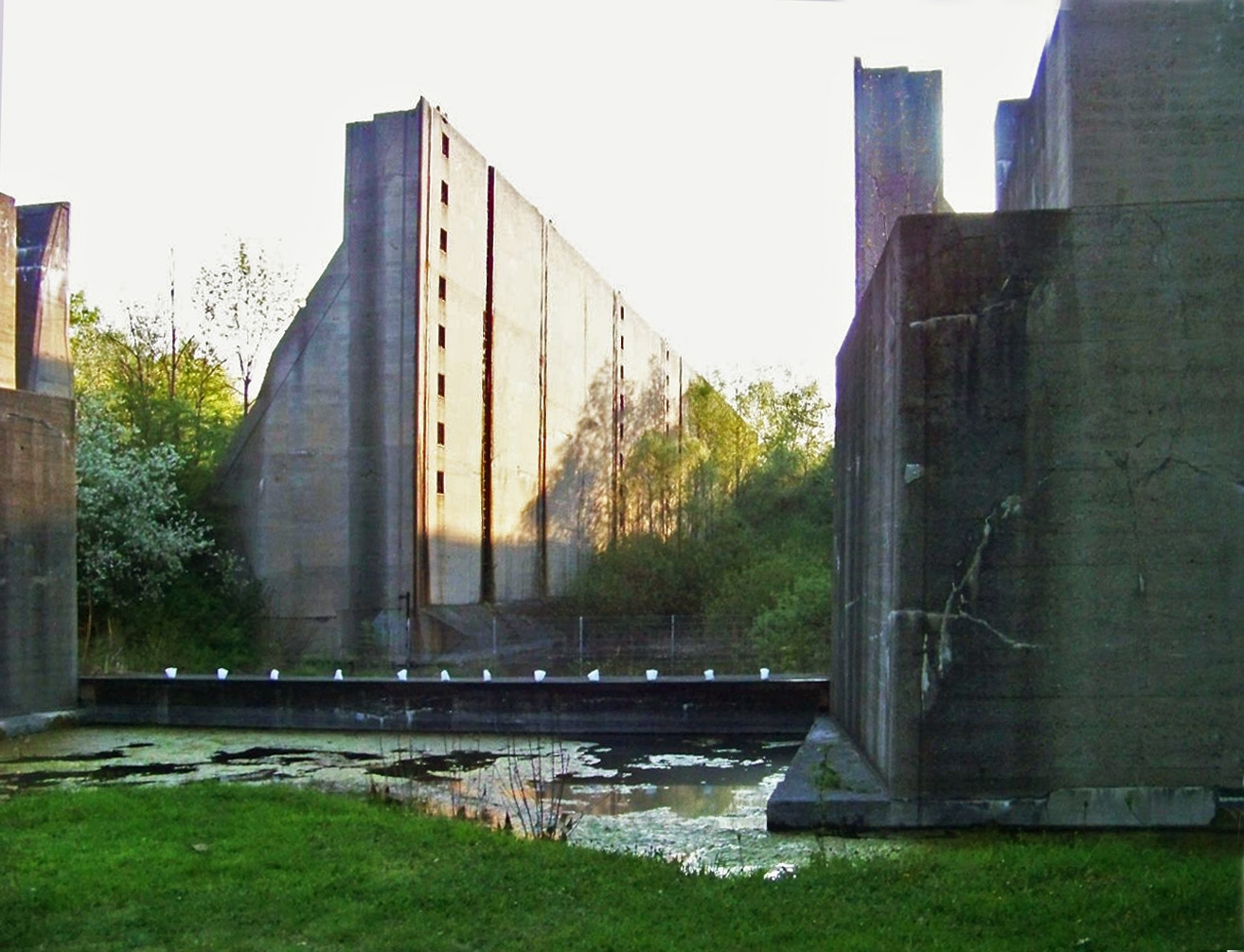
Unvollendete Schleuse des unvollendeten Elster-Saale-Kanals in Wüsteneutzsch
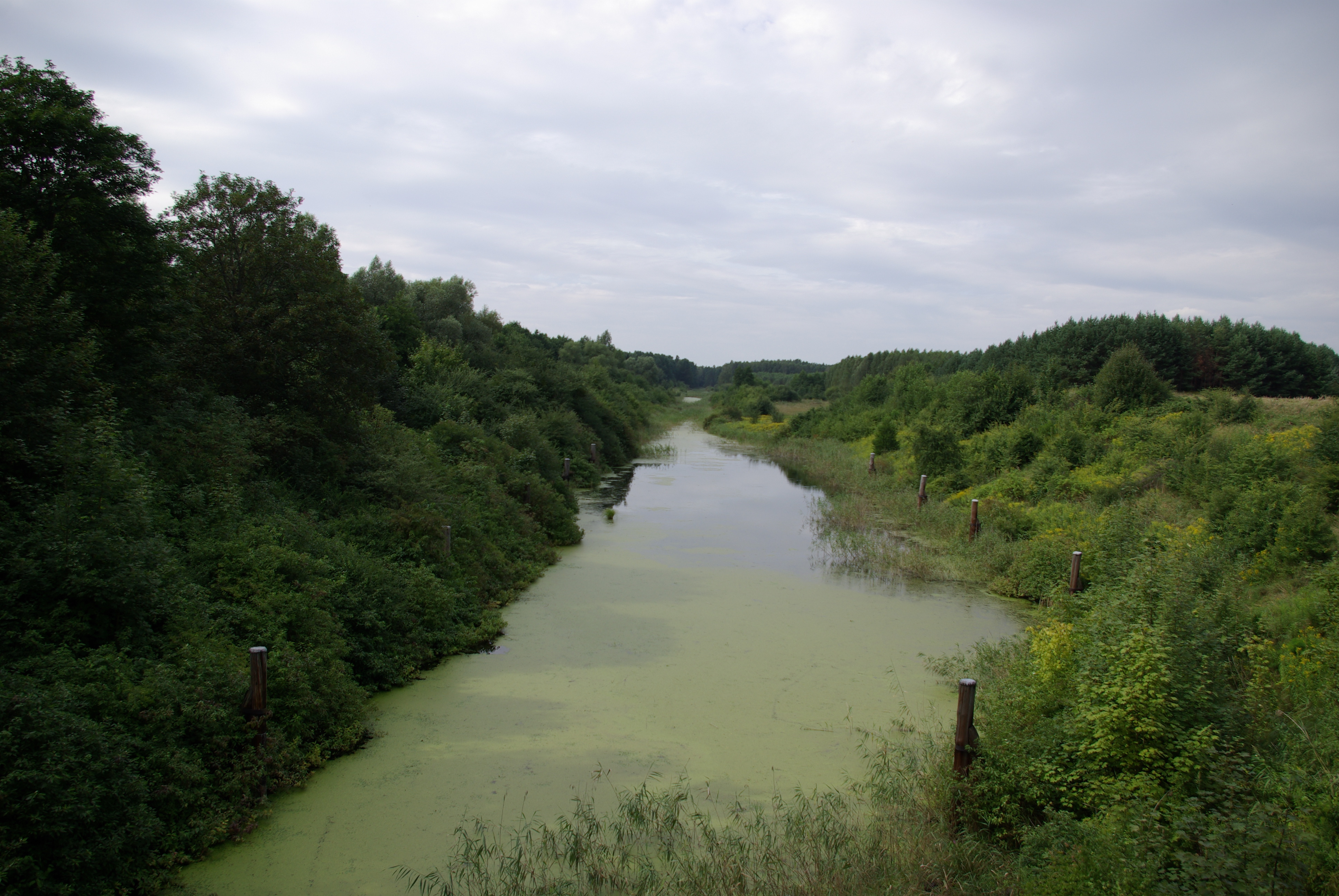
Der Masurische Kanal unterhalb der Schleuse Sandhof (polnisch Śluza Piaski)
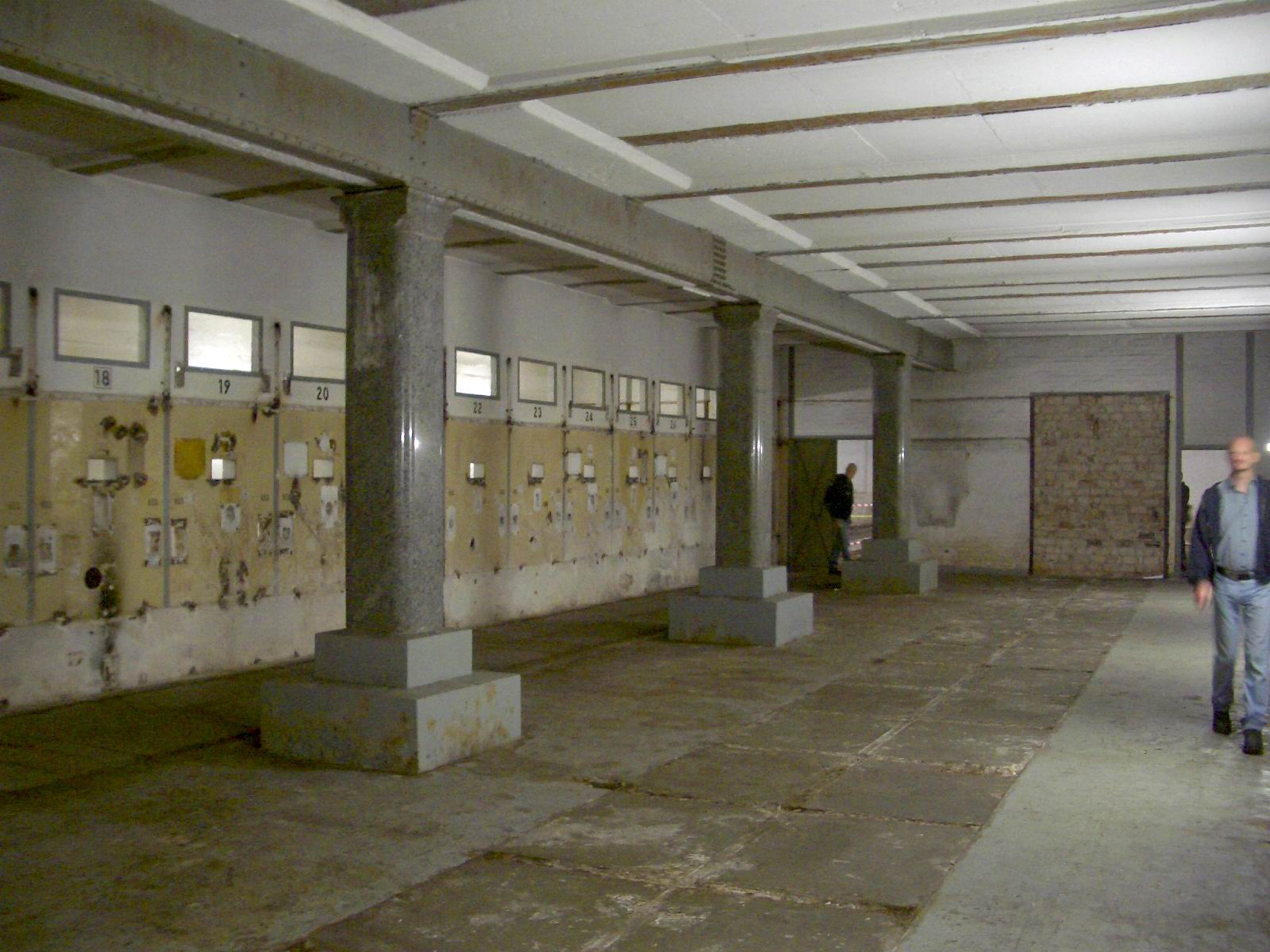
Die nicht genutzte U-Bahn-Station Oranienplatz in Berlin
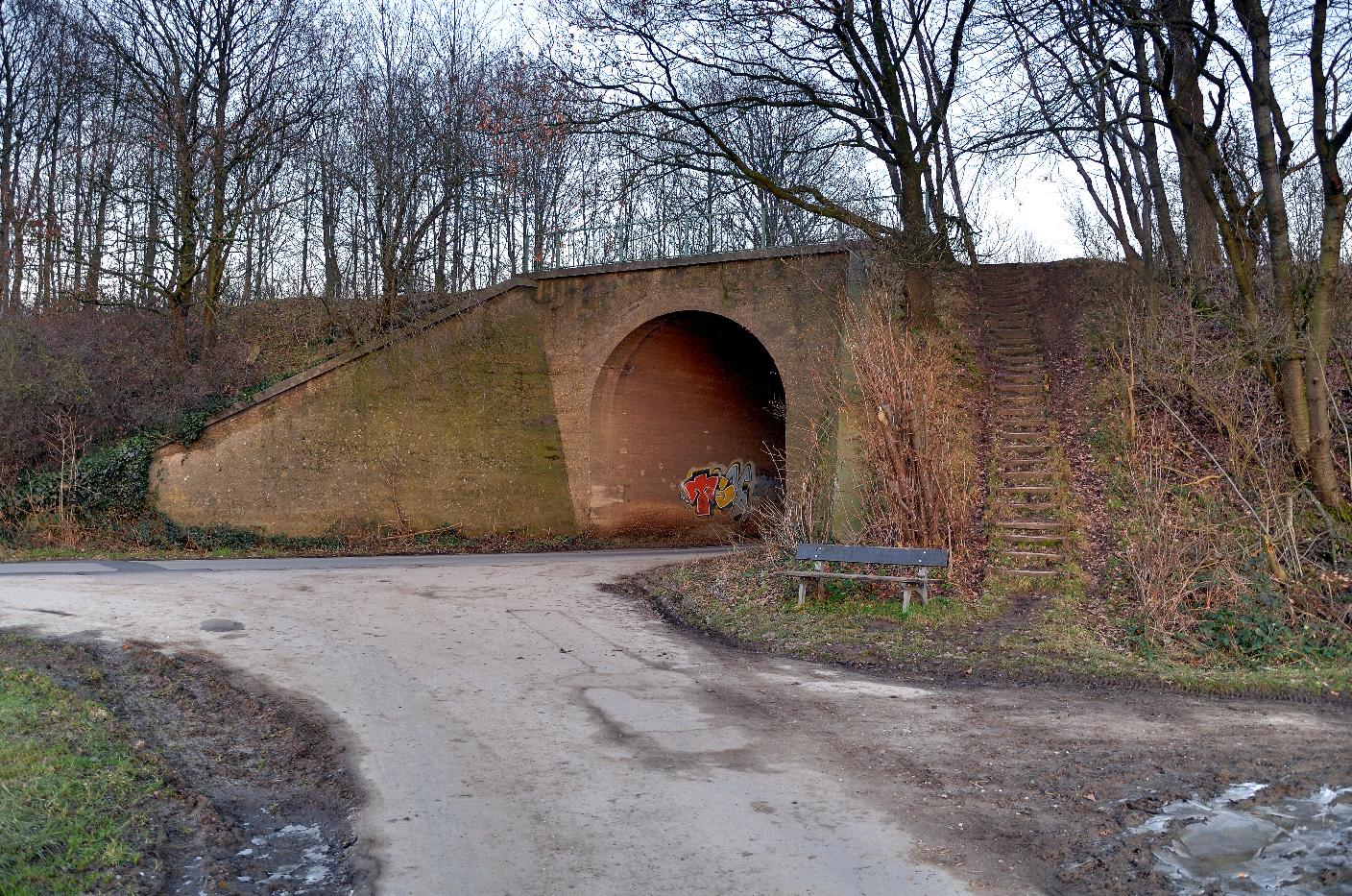
Unterquerung des Strategischen Bahndamms bei Münchrath
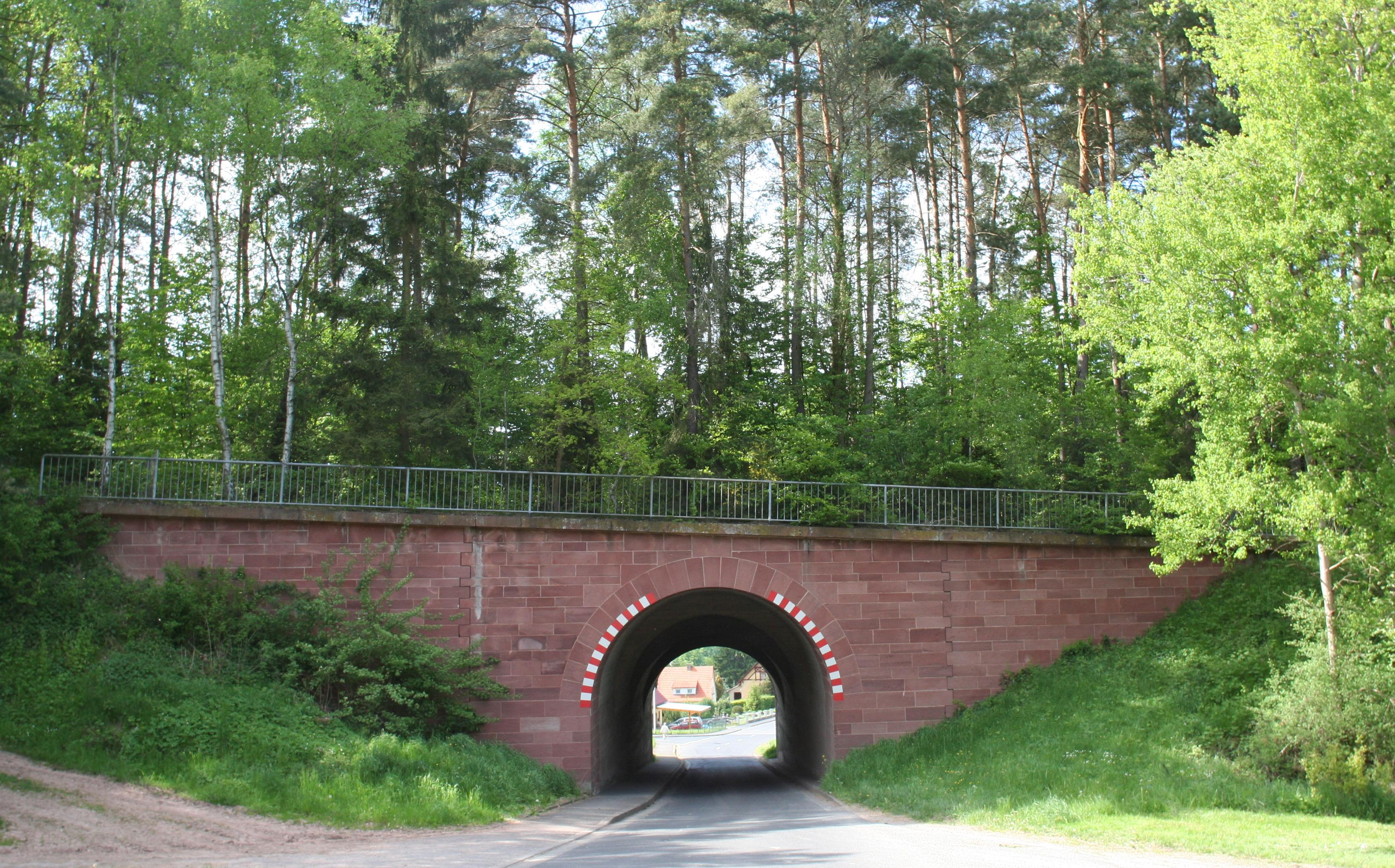
Strecke 46: Unterführung bei Rupboden
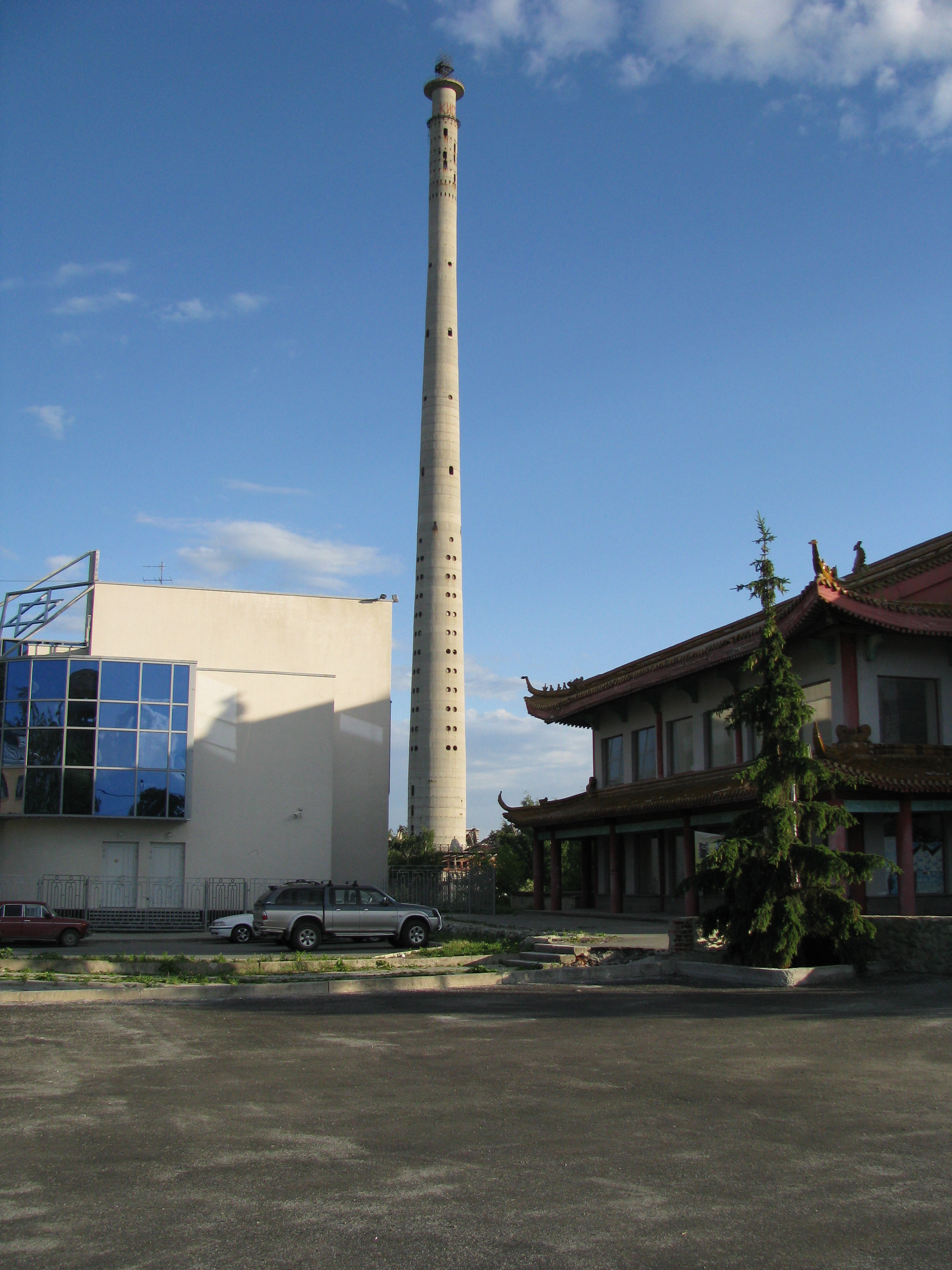
Fernsehturm Jekaterinburg
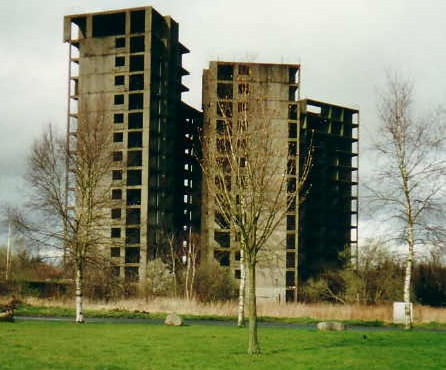
Hochhausruine in Stotel
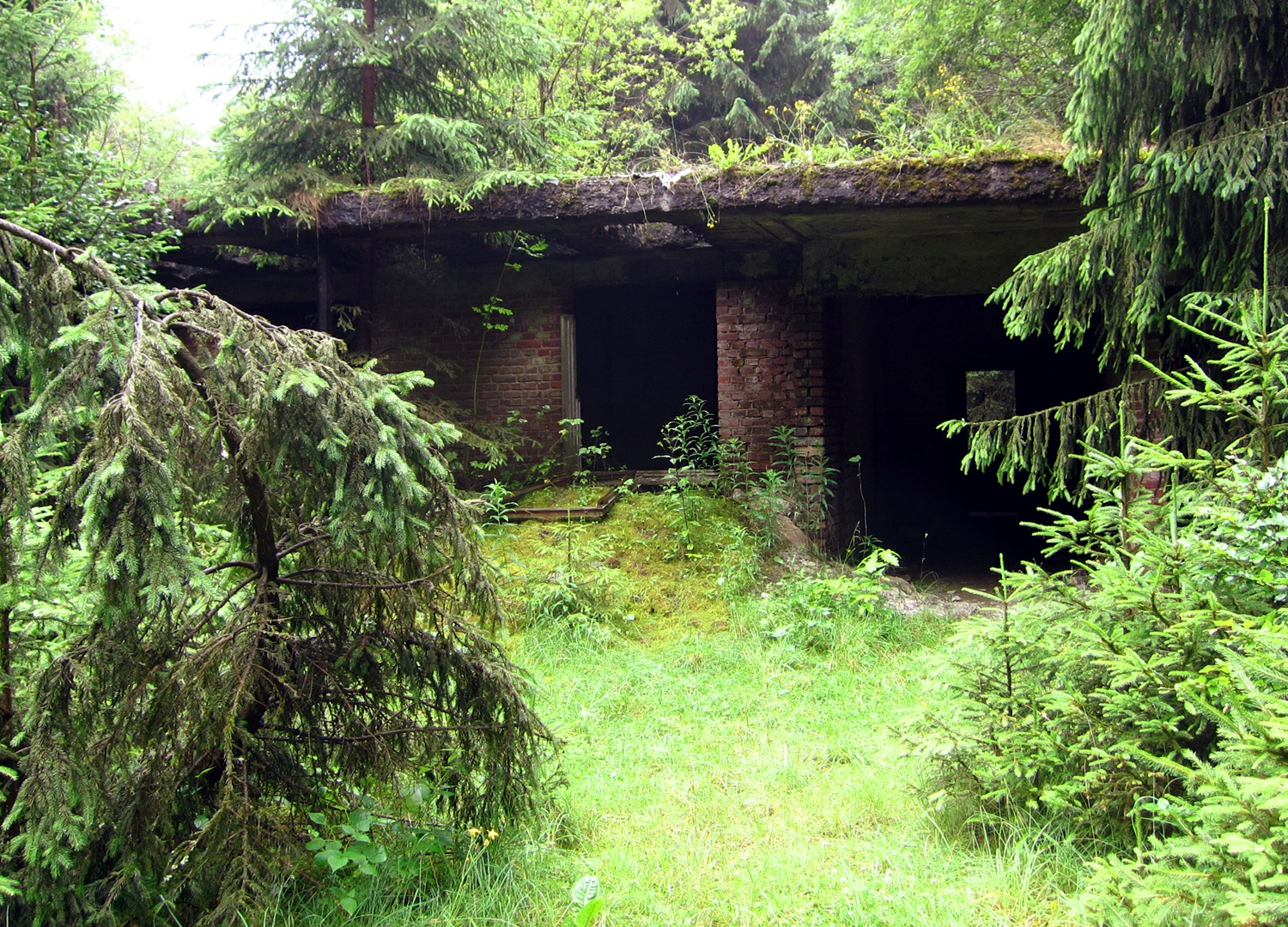
Adenauervilla in der Eifel
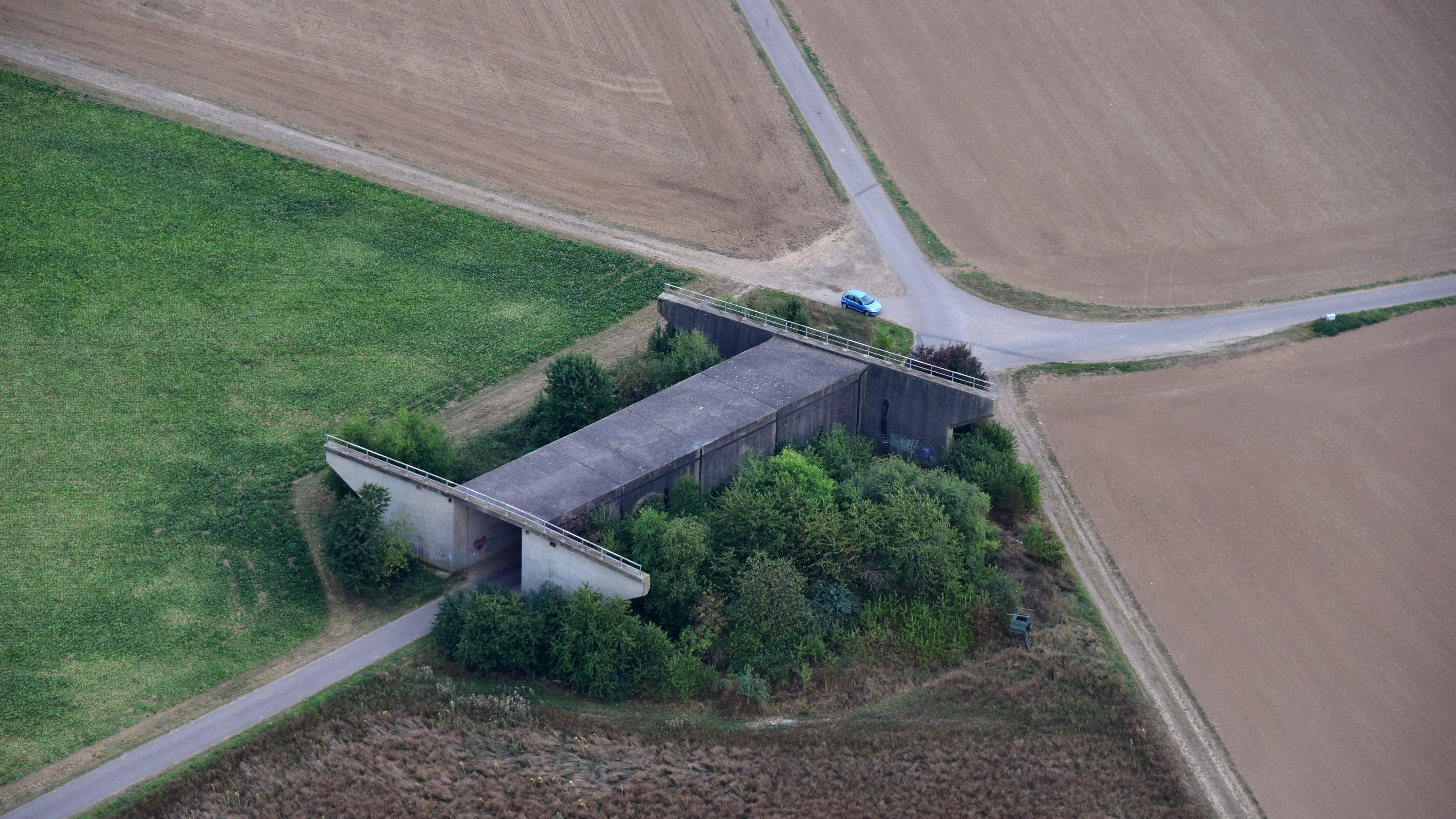
Brückentorso bei Frauenberg (Euskirchen)
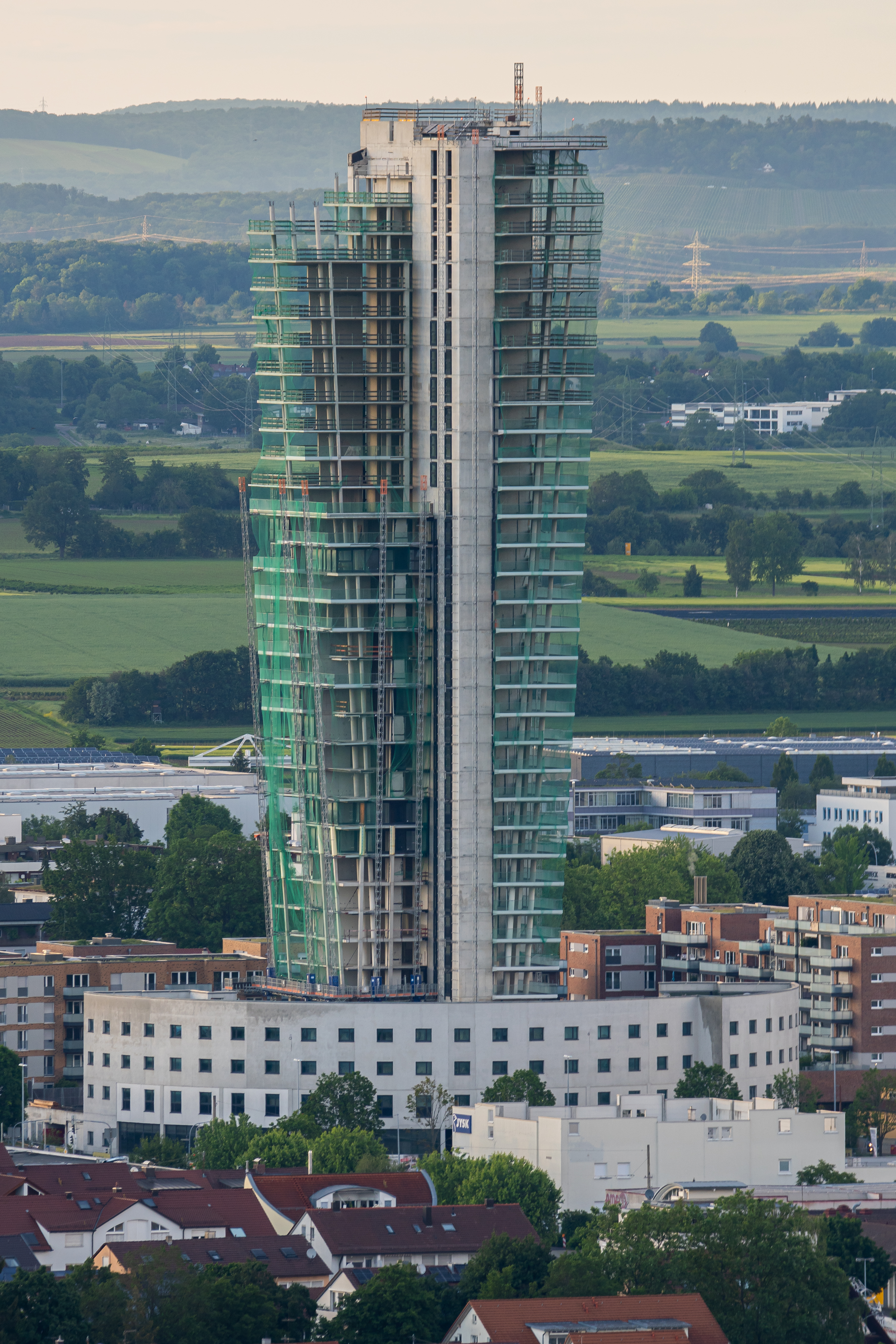
SLT 107 Schwabenlandtower in Fellbach bei Stuttgart